# Menoken
Menoken est une census-designated place située dans le comté de Burleigh, dans l’État du Dakota du Nord, aux États-Unis. Sa population s’élevait à 70 habitants lors du recensement de 2010.

## Toponymie
Menoken signifierait dans une langue amérindienne « tu moissonneras où tu as semé ». La localité est fondée en 1873 sous le nom de Seventeenth Siding, avant d'être successivement appelée Blaine, Clarke's Farm, Menolken et Burleigh.

## Démographie
| Groupe            | Menoken | Dakota du Nord | États-Unis |
| ----------------- | ------- | -------------- | ---------- |
| Blancs            | 100     | 90,0           | 72,4       |
| Autres            | 0       | 10             | 27,6       |
| Total             | 100     | 100            | 100        |
|                   |         |                |            |
| Latino-Américains | 4,3     | 2,0            | 16,7       |

Selon l'American Community Survey, pour la période 2011-2015, 95,0 % de la population âgée de plus de 5 ans déclare parler anglais à la maison, alors que 5,0 % déclare parler l'allemand.

## Source
- (en) Cet article est partiellement ou en totalité issu de l’article de Wikipédia en anglais intitulé « Menoken, North Dakota » (voir la liste des auteurs).

1. 1 2  (en) « Menoken (Burleigh County) », sur webfamilytree.com (consulté le 2 avril 2018).
2. ↑  (en) « Population of North Dakota - Census 2010 and 2000 », sur censusviewer.com.
3. ↑  (en) « Menoken, ND Population - Census 2010 and 2000 », sur censusviewer.com.
4. ↑  (en) « Language spoken at home by ability to speak English for the population 5 years and over », sur factfinder.census.gov.